# Спритні руки (фільм)
«Спритні руки» (англ. Shade) — американський кримінальний трилер 2003 року від режисера Деміана Німана. Головні ролі зіграли Стюарт Тавнсенд, Гебріел Бірн, Тенді Ньютон, Джеймі Фокс, Мелані Гріффіт та Сільвестр Сталлоне. Фільм вийшов в обмеженому прокаті в США в травні 2004 року. Загалом стрічці вдалося зібрати близько 460 тисяч доларів. При цьому фільм отримав змішані відгуки від критиків.
Стрічка розповідає про трьох аферистів, які заробляють махінаціями при грі в покер.

## Сюжет
Чарлі Міллер та його чарівна подруга Тіффані — досвідчені шахраї, які обманюють людей. Вони шукають любителів гри в покер, щоб за допомогою різних трюків забрати у них всі гроші.
Для чергової афери Тіффані пропонує залучити в команду Ларрі Дженнінгса, який має непогані навички гри в покер. Разом з Чарлі вони обіцяють своєму новому компаньону солідний куш, проте діяти потрібно суворо по плану. Згодом Міллер знайомить Ларрі з Верноном, щоб той продемонстрував свої здібності. Він майстер різних фокусів та трюків з гральними картами. Весь план Міллера полягає в тому, щоб Дженнінгс ризикував під час гри в той момент, коли на здачі буде саме Вернон.
Настає день гри і Ларрі очікує легких грошей. Проте за столом ніхто не підіймає ставки. Тому Дженнінгс починає діяти зухвало, чіпляючись до кожного з гравців з наміром вплинути на ситуацію за столом. В якийсь момент Ларрі відчуває, що в нього чудова комбінація та йде ва-банк, дістаючи 80 тисяч доларів, які йому не належать. Однак він програє.
Після гри Міллер намагається заспокоїти Ларрі та пояснює йому, що той порушив головну домовленність, ризикнувши не під час роздачі Вернона.
Пізніше до Дженнінгса приходять люди мафіозі Маліні, гроші якого Ларрі програв. Вони пояснюють, що того майстерно обдурили, після чого вбивають чергову жертву Чарлі та Тіффані.
Тим часом Вернон намагається вмовити Міллера на одну небезпечну авантюру. Стає відомо, що в місто повертається відомий картяр Дін Стівенс. Він жодного разу не залишав гральний стіл в статусі переможеного. Втім, Вернон не безпідставно вірить в те, що може обіграти легендарного шулера...

## У ролях
- Стюарт Тавнсенд — Вернон
- Тенді Ньютон — Тіффані
- Гебріел Бірн — Чарлі Міллер
- Сільвестр Сталлоне — Дін «Декан» Стівенс
- Мелані Гріффіт — Єва
- Джеймі Фокс — Ларрі Дженнінгс
- Патрік Бошо — Макс Маліні
- Джо Ніколо — Річі
- Карл Маццоконе ст. — старий всезнайка
- Джордж Товар — Полі
- Френк Медрано — Сел